# Observatoire de Kevola
L'observatoire de Kevola est un observatoire astronomique situé à Kevola, à Paimio, dans le sud-ouest de la Finlande, à environ 35 km à l'est de la ville de Turku. L'observatoire appartient actuellement à Turun Ursa ry, une association astronomique locale opérant dans la région de Turku. Les bâtiments de l'observatoire comprennent un dôme d'observatoire, un observatoire zénithal et un bâtiment annexe pour l'enregistrement des observations.
L'observatoire de Kevola a le code 064 dans la liste des observatoires de l'UAI / du MPC. L'astéroïde de la ceinture principale (1540) Kevola a été nommé en l'honneur de l'observatoire. 

## Histoire
L'observatoire est construit en 1963 par Tähtitieteellis-optillinen seura (Société d'astronomie et d'optique) sur une petite colline sur les terres de la ferme paysanne de Hilkka Rantaseppä-Helenius. Celle-ci travaillait à l'époque en tant qu'observatrice à l'observatoire de Tuorla de l'université de Turku. L'association a été fondée par Yrjö Väisälä, Liisi Oterma, Hilkka Rantaseppä-Helenius et d'autres astronomes travaillant à l'université de Turku. 
L'association prend fin en 1983. En 1986, le bâtiment de l'observatoire est transféré à Turun Ursa, également fondée par Yrjö Väisälä. Le terrain de l'observatoire est loué à un agriculteur local jusqu'en 2002, date à laquelle Turun Ursa reçoit une subvention de Viljo, Fonds pour l'achat du terrain. 

## Instruments astronomiques
Le dôme de l'observatoire abrite une chambre anastigmatique de Schmidt-Väisälä de 50 cm, qui se trouvait auparavant dans l'observatoire d'Iso-Heikkilä, où elle a été utilisée pour la recherche d'astéroïdes, trouvant ainsi 807 planètes mineures et 7 comètes. Le télescope a un ménisque correcteur de 50 cm et un miroir primaire de 60 cm avec longueur focale de 1031 mm. Il possède un champ de vue de 6,7 degrés sur des plaques de film de 12 x 12 cm, ce qui le rend idéal pour la recherche d'astéroïdes. Deux télescopes de guidage sont fixés au télescope principal : un de 18 cm et une lunette de 8 cm. 
La tour zénithale abritait à l'origine un télescope zénithal de 250/5150 mm utilisé pour observer les mouvements de l'axe de la Terre. Après la dissolution de Tähtitieteellis-optillinen seura, le télescope est déplacé vers l'observatoire de Tuorla. Comme la tour zénithale n'a pas de dôme mais un toit qui s'ouvre sur les côtés, elle a donc peu d'utilité pour les observations normales et elle reste inutilisée. 